# Mnesterophonia

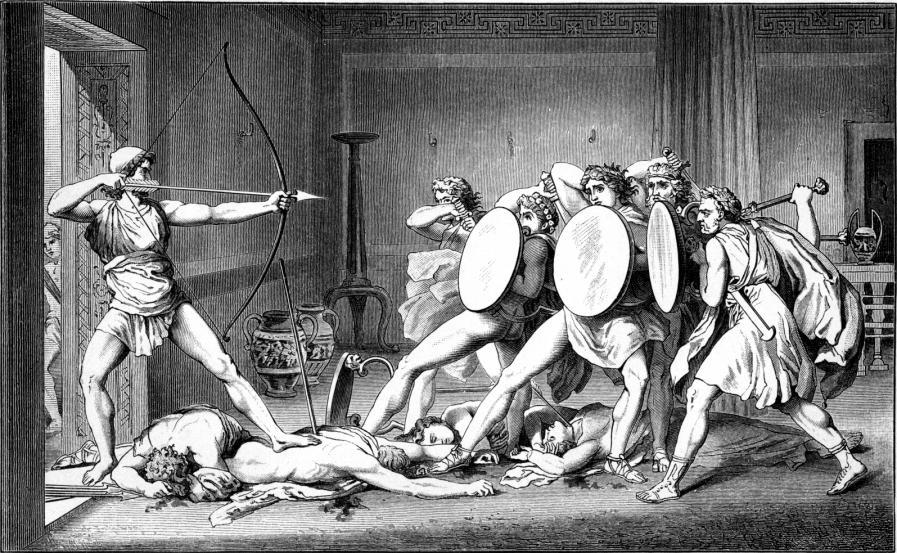
Odysseus erschießt seine Gegner

Als Mnesterophonia (altgriechisch μνηστηροφονία mnēstērophonía, deutsch ‚Freiermord‘) bezeichnet man den im 22. Gesang der Odyssee geschilderten grausamen Kampf des Odysseus, unterstützt von seinem Sohn Telemachos und dem Sauhirten Eumaios, gegen die Freier, die während der Abwesenheit des Odysseus um die Hand seiner Frau Penelope anhielten.